# Катастрофа літака авіакомпанії Bek Air в Алмати
Катастрофа літака авіакомпанії Bek Air в Алмати сталася 27 грудня 2019 року.
О 7:22 рейс № Z2100 у напрямку Алмати — Нур-Султан, при зльоті втратив висоту і пробив двоповерхову будівлю за координатами 43°21′58.3″ пн. ш. 77°04′14.9″ сх. д. / 43.366194° пн. ш. 77.070806° сх. д.. Число загиблих становить 12 осіб. За доручення Прем'єр-міністра Республіки Казахстан створено Урядову комісію, на чолі з заступником Прем'єр-міністра.
За попередніми даними, на борту перебувало 93 пасажирів, серед них — 3 дитини, 5 членів екіпажу. На борту було два громадяни України, які вижили.

## Екіпаж і пасажири
Склад екіпажу рейса Z92100 був таким:
- Командир повітряного судна — 58-річний Марат Ганієвич Муратбаєв. Свідоцтво ATPL № 000179, термін дії до 26 квітня 2024 року.
- Другий пілот — 54-річний Міржан Гайнулович Мулдакулов. Свідоцтво ATPL № 000796, термін дії до 6 березня 2022 року.
- Бортпровідники:
  - Маржан Валіулін,
  - М. А. Сахов,
  - Р. Д. Османов.

| Громадянство | Пасажири | Екіпаж | Всього |
| ------------ | -------- | ------ | ------ |
| Казахстан    | 89       | 5      | 94     |
| Киргизстан   | 1        | 0      | 1      |
| КНР          | 1        | 0      | 1      |
| Україна      | 2        | 0      | 2      |
| Всего        | 93       | 5      | 98     |

## Реакція
Президент Казахстану Касим-Жомарт Токаєв оголосив день 28 грудня 2019 року днем загальнонаціональної жалоби.